# Магомет, Иосиф Яковлевич
Иосиф Яковлевич Магоме́т (1880—1973) — украинский советский селекционер.

## Биография
Родился 1 января 1880 года в местечке Корнин (ныне Попельнянский район, Житомирская область, Украина). С 1904 года работал садовником в имении И. В. Юркевича (село Кривое, ныне Попельнянский район). С 1912 года — инструктор по садоводству (начал выращивать семена овощных культур), впоследствии — заведующий садового отдела Сквирского земской управы. В 1919 году основал первое на Украине кооперативное общество семенных, садовых, городовых и селекционних интенсивных культур, которое в 1922 году реорганизовано в Сквирскую губернскую селекционно-помолочную станцию, а в 1938 году — в Опытное поле, подчиненное УкрНИИ овощеводства (возглавлял его с 1964 года). Вывел сорта крыжовника «Сквирский», арбуза — «Сквирский № 10», земляники — «Доктор Юркевич», пионов — «Максим Рыльский» и др.
Умер 27 сентября 1973 года в Сквире (ныне Киевская область, Украина).

## Награды и премии
- Орден Ленина (дважды)
- Орден Трудового Красного Знамени
- Сталинская премия третьей степени (1948) — за выведение новых ценных сортов овощных и ягодных культур, нашедших широкое распространение на Украине

## Автор книги
- «В садах Украины» (К., 1962).

## Память
В краеведческом музее Сквирской селекционно-опытной станции хранится гипсовая скульптура портрет Иосифа Магомета (скульптор — К. Диденко). На доме, где он жил, установлена мемориальная доска, его именем названа одна из улиц Сквиры.